# Бишара эль-Хури
Бишара́ эль-Хури́ (араб. بشارة الخوري‎; 10 августа 1890, Rechmaya, Горный Ливан — 11 января 1964[…], Бейрут) — ливанский политический и государственный деятель.

## Биография
Бишара эль-Хури родился в Решмайе, в Горном Ливане, в маронитской семье. Изучал право в Бейруте и Париже. После Первой мировой войны он стал советником в суде Бейрута. Как адвокат, Бишара эль-Хури известен своим участием в судебном процессе 1935 года, когда сумел доказать невиновность Абдула Хамида Караме (будущего премьер-министра Ливана), который обвинялся в убийстве.
С конца 1920-х занялся политической деятельностью, на выборах 1927 года избран в парламент Ливана, во время французского мандата дважды занимал пост премьер-министра — с 5 мая 1927 по 10 августа 1928 и с 9 мая по 11 октября 1929 года. Эль-Хури был активным сторонником независимости Ливана и основателем партии Ад-Дустур. 21 сентября 1943 года был избран на пост президента страны. 8 ноября 1943 года парламент Ливана исключил из Конституции страны статьи, ограничивавшие суверенитет страны в пользу мандатария — Франции. В ответ на это силы Сражающейся Франции 11 ноября арестовали Бишара эль-Хури вместе с другими сторонниками независимого Ливана (премьер-министром Риадом Сольхом, Пьером Жмайелем, Камилем Шамуном и заточили их в цитадели Рашайя. Кроме того, голлисты распустили парламент и приостановили действие конституции. Действия французских властей вызвали взрыв возмущения в стране и во всём арабском мире, в Ливане начались массовые демонстрации протеста. Это вынудило французские власти освободить заключённых, в том числе Бишара эль-Хури, 22 ноября 1943 года. С тех пор эта дата отмечается как национальный праздник — день независимости Ливана.
Бишар эль-Хури вернулся на пост президента страны 22 ноября 1943 года и занимал его вплоть до 18 сентября 1952 года. Одним из важнейших достижений его президентства является разработка Национального пакта, соглашения между христианскими и мусульманскими лидерами Ливана, которое де-факто составляло основу конституционного строя в стране, хотя формально не было закреплено в конституции.
Период президентства Бишара эль-Хури был отмечен значительным экономическим ростом страны, но участие Ливана в первой арабо-израильской войне 1947—1949 годов, а также приток на его территорию 100 тысяч палестинских беженцев подорвали экономику Ливана. Эти факторы, наряду с подозрениями в коррупции в администрации Бишара эль-Хури, спровоцировали массовые демонстрации, что вынудило Бишара эль-Хури уйти в отставку 18 сентября 1952 года. После отставки до своей смерти оставался лидером партии Ад-Дустур.
Сын Бишара эль-Хури — Мишель эль-Хури также был ливанским политиком, занимал ряд министерских постов в 1960-е годы.